# Toshio Iwatani
Toshio Iwatani (Prefettura di Hyōgo, 24 ottobre 1925 – 1º marzo 1970) è stato un calciatore giapponese, di ruolo attaccante.